# Groß Kordshagen
Groß Kordshagen es un municipio situado en el distrito de Pomerania Occidental-Rügen, en el estado federado de Mecklemburgo-Pomerania Occidental (Alemania). Tiene una población estimada, a fines de enero de 2023, de 305 habitantes.
Forma parte de la mancomunidad de municipios (en alemán, amt) de Niepars.